# Ahmed Tevfik Pașa

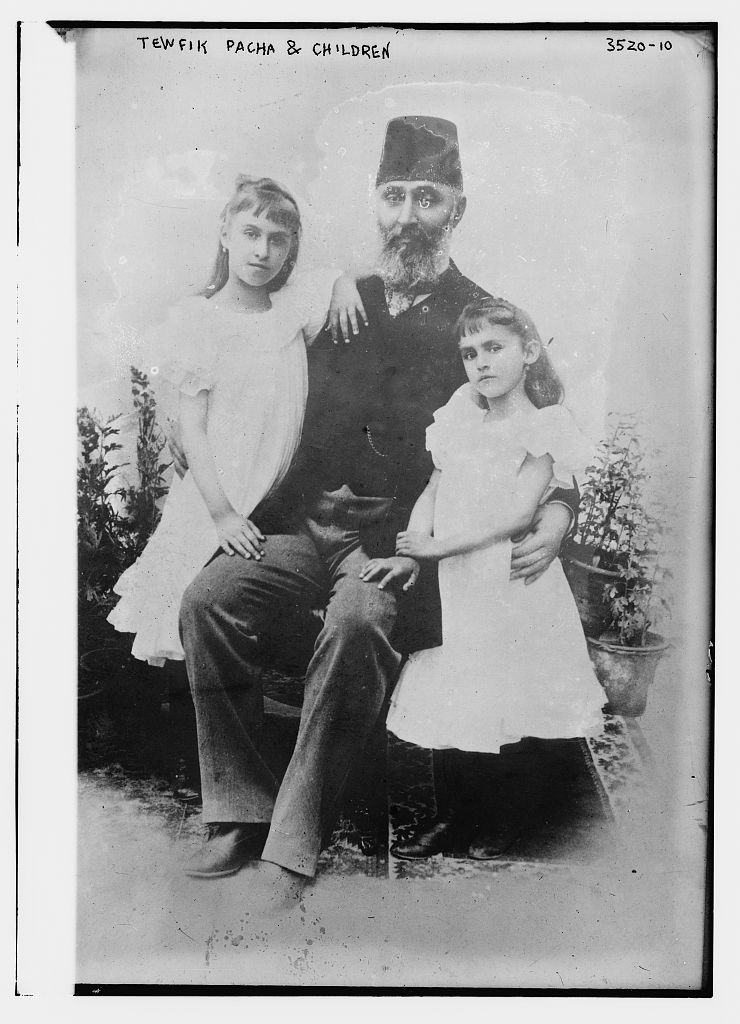
Tevfik Pașa cu fiicele sale

Ahmed Tevfik Pașa (din 1934: Okday; n. 10 februarie 1845, Üsküdar⁠(d), Imperiul Otoman – d. 8 octombrie 1936, Istanbul, Turcia) a fost ultimul mare vizir al Imperiului Otoman.
Tatăl său era generalul de cavalerie İsmail Hakkı Pașa și mama sa Gülșinas Banu. Se presupune că familia sa provine din dinastia conducătoare a tătarilor din Crimeea.
Tevfik a părăsit armata ca prim-locotenent în 1865 pentru a lucra în biroul de traduceri al Sublimei Porți. În anii 1868-1875 Tevfik a fost secretar II la ambasadele de la Roma, Viena și Berlin. În 1875 a avansat ca prim Secretar la Atena. După 1872 a fost ambasador la Berlin și Atena, iar mai târziu ministru al comerțului și lucrărilor publice.
După Revoluția Junilor Turci din 1908, Ahmed Tevfik a devenit membru al parlamentului.
Când marele vizir Hüseyin Hilmi Pașa după răscoala din 31 martie a demisionat, Tevfik a fost numit succesor al său. După ce, la 27 aprilie 1909, sultanul Abdul-Hamid al II-lea a fost demis, Tevfik Pașa a demisionat și a devenit ambasador la Londra. Al doilea mandat de Mare Vizir a durat de la 11 noiembrie 1918 - 10  martie 1919. În ianuarie 1919 a format un guvern apropiat de sultan. Cu toate acestea, acest lucru a nemulțumit Partidul Libertății și Unității și a trebuit să renunțe la funcția sa.
În timpul Conferinței de pace de la Paris din 1919, Tevfik Pașa a fost șeful delegației otomane. Al treilea și ultimul său mandat de Mare Vizir a început la 21 octombrie 1920. S-a încheiat la 17 noiembrie 1922, pentru că odată cu desființarea Sultanatului s-a renunțat și la biroul Marelui Vizir.
În 1934 Tevfik a adoptat Okday ca nume de familie ca parte a reformei legii de numire din Turcia. Ahmed Tevfik Pașa a murit în 8 octombrie 1936.